# História da língua búlgara

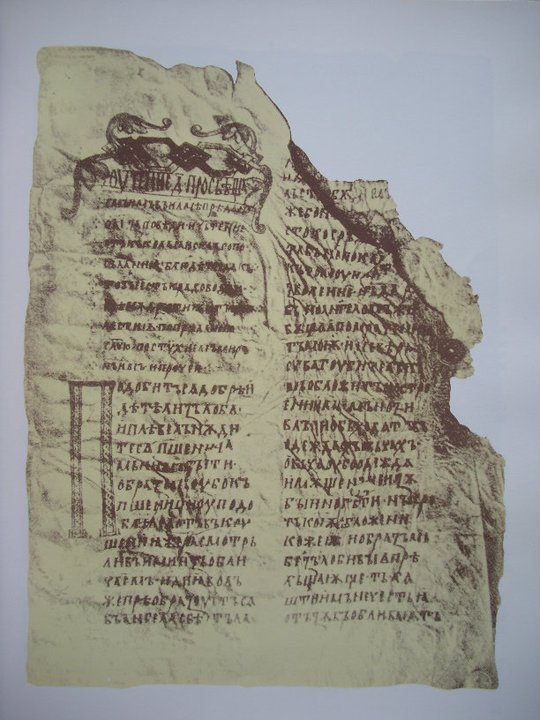
As folhas Hilendar são um monumento da antiga literatura búlgara do século X ao XI.

A história da língua búlgara é dividida em quatro períodos principais:
1. Período de analfabetismo pré-histórico até o final do século IX;
2. Língua búlgara antiga do final do século IX ao século XII ou até o surgimento do Segundo Império Búlgaro;
3. Língua búlgara média do século XII ao século XV, após o qual existe um período de transição durante o qual aparecem os Damaskinos;
4. Língua búlgara contemporânea do final do século XVI até hoje. [1]